# Battaglia di Fitjar
La battaglia di Fitjar (in norvegese: Slaget på Fitjar), fu un episodio militare avvenuto nel 961 tra l'esercito di re Hákon il Buono di Norvegia e quello dei figli di Eiríkr Blódøx guidato da Harald Eiríksson.

## Antefatti
Nel 934 Hákon Haraldsson, detto Aðalsteinsfóstri ("adottato da Æthelstan"), appena sedicenne, fu incitato dal padre adottivo, Æthelstan, re degli anglosassoni, a ritornare in Norvegia con una flotta e un esercito al fine di spodestare dal trono il violento fratellastro Eiríkr, detto Blódøx ("Ascia Insanguinata"). Sbarcato nel Trøndelag, riuscì a convincere gran parte del popolo e della nobiltà a supportare le sue rivendicazioni costringendo infine Eiríkr Blódøx a fuggire in esilio in Inghilterra insieme alla sua famiglia e ai norvegesi che gli erano rimasti fedeli. Verso il 950 Hákon intraprese una campagna militare in Danimarca a danno dei vichinghi locali al fine di punirli per le continue scorrerie lungo le coste meridionali della Norvegia. Questa azione militare fece infuriare re Harald I di Danimarca, detto Blåtand ("Dente Azzurro"), che pensò di vendicarsi accogliendo Gunnhildr, sua sorella nonché moglie di Eiríkr insieme ai suoi figli, pensando di poterli sfruttarli in futuro come arma contro Hákon.
Crescendo i figli di Eiríkr nutrirono un desiderio sempre maggiore di vendetta nei confronti dello zio che aveva spodestato il padre e sostenuti dal re danese, iniziarono ad effettuare frequenti scorrerie che culminarono nel 953 con una vittoria sulla flotta di Tryggvi Óláfsson, al largo di Sotenäs, cui seguì l'occupazione del Vík e di parte dell'Agder. Hákon, informato della situazione, decise di abbandonare il suo proposito di cristianizzare la Norvegia ed allestita la flotta e salpò verso il sud della Norvegia. Le due flotte sbarcarono i loro uomini sull'isola di Karmøy, nel Rogaland, ne seguì uno scontro militare che passò alla storia con il nome di battaglia di Avaldsnes e vide Hákon vincitore. 
Nel 955 i figli di Eiríkr, capitanati da Gamli Eiríksson, tornarono ad attaccare la Norvegia. Dopo aver imbarcato un grande esercito di vichinghi norvegesi e danesi su venti navi salparono dal Vendsyssel per poi seguire la costa norvegese verso ovest giungendo inosservati sino allo stretto di Ulvesundet, poco a sud della Penisola di Stad. Hákon fu costretto in tutta fretta a radunare i pochi uomini disponibili per poi sfidare i nemici nella battaglia di Rastarkalv che vinse grazie ad uno stratagemma ideato da Egill, precedentemente portabandiera al servizio di Harald I Bellachioma.

## Battaglia
Un mattino del 961 una flotta guidata da Harald Eiríksson riuscì nuovamente a sorprendere Hákon comparendo al largo dell'isola di Stord prima che i norvegesi si accorgessero della sua presenza.  Fu avvistata da una sentinella che informò Eyvindr Finnsson che a sua volta riferì al sovrano, intento a banchettare nella sua residenza di Fitjar insieme al suo seguito e ad alcuni dei contadini dell'isola. Hákon terminò immediatamente il suo dagverðr e seguì Eyvindr volendo accertarsi personalmente dell'entità delle forze nemiche. Tornato nella sua sala, convocò un consiglio di guerra per decidere se affrontare subito il nemico o ritirarsi verso nord cercando di raccogliere più uomini. Eyvindr espresse la sua volontà di combattere, appoggiato dal re e presto anche tutti gli altri scelsero questa opzione.
Hákon ordinò che tutti si armassero ed egli stesso indossò una cotta di maglia e un elmo dorato, impugnò una lancia (o forse un atgeir), uno scudo e la sua spada Kvernbítr. Lo scaldo norvegese Eyvindr Skaldaspíllir nell'Hákornarmál afferma che re Hákon si tolse la cotta di maglia prima dell'inizio dello scontro. Schierò poi i suoi uomini e fece sventolare la sua bandiera. Al comando delle due ali pose Eyvindr Finnsson e l'islandese Þórálfr Skólmsson detto inn Sterki ("il Forte"), considerato il guerriero più forte del suo esercito. Snorri Sturluson in Heimskringla afferma che indossasse un elmo, impugnasse uno scudo e fosse armato con un atgeir e con la sua spada Fetbreiðr.
L'esercito dei figli di Eiríkr, sei volte più numeroso di quello norvegese, era composto in prevalenza da danesi e contava sull'appoggio dei loro zii materni Eyvindr detto Skreyja ("il Borioso") e Álfr detto Askmaðr ("il Marinaio"), entrambi guerrieri esperti. Dopo essere sbarcati sull'isola schierarono i loro uomini preparandosi allo scontro.
Le due schiere si avvicinarono tra loro e scagliarono i giavellotti l'una contro l'altra, poi vi fu una sanguinosa mischia. Secondo il racconto di Snorri, Eyvindr Skreyja e Álfr Askmaðr si fecero strada tra i norvegesi puntando ad uccidere il re, facilmente riconoscibile per l'elmo dorato; Eyvindr Finnsson allora cercò di coprirlo con un cappuccio. Proprio mentre Eyvindr Skreyja stava per colpire il re con la sua spada, Þórálfr Skólmsson lo sbilanciò con lo scudo dando il tempo ad Hákon di sferrare un fendente a due mani che gli spaccò ad un tempo l'elmo e la testa, dopodiché uccise Álfr. La caduta dei due fratelli diffuse il panico tra le file dei danesi che fuggirono verso le navi. Hákon li inseguì ponendosi all'avanguardia dei suoi ma proprio in quel momento fu colpito da una freccia del tipo fleinn che si conficcò nel suo braccio poco sotto la spalla. In seguito si diffuse la diceria che a scoccarla fosse stato un servo di Gunnhildr chiamato Kispingr ma lo stesso Snorri afferma che in quello scontro volarono così tante frecce e giavellotti che sarebbe stato ben difficile identificare l'arciere. Malgrado il massacro dovuto alla rotta, molti danesi e tutti i figli di Eiríkr riuscirono a salvarsi prendendo il largo ma altri fortunati tentarono di fuggire a nuoto o furono abbattuti sulla spiaggia.

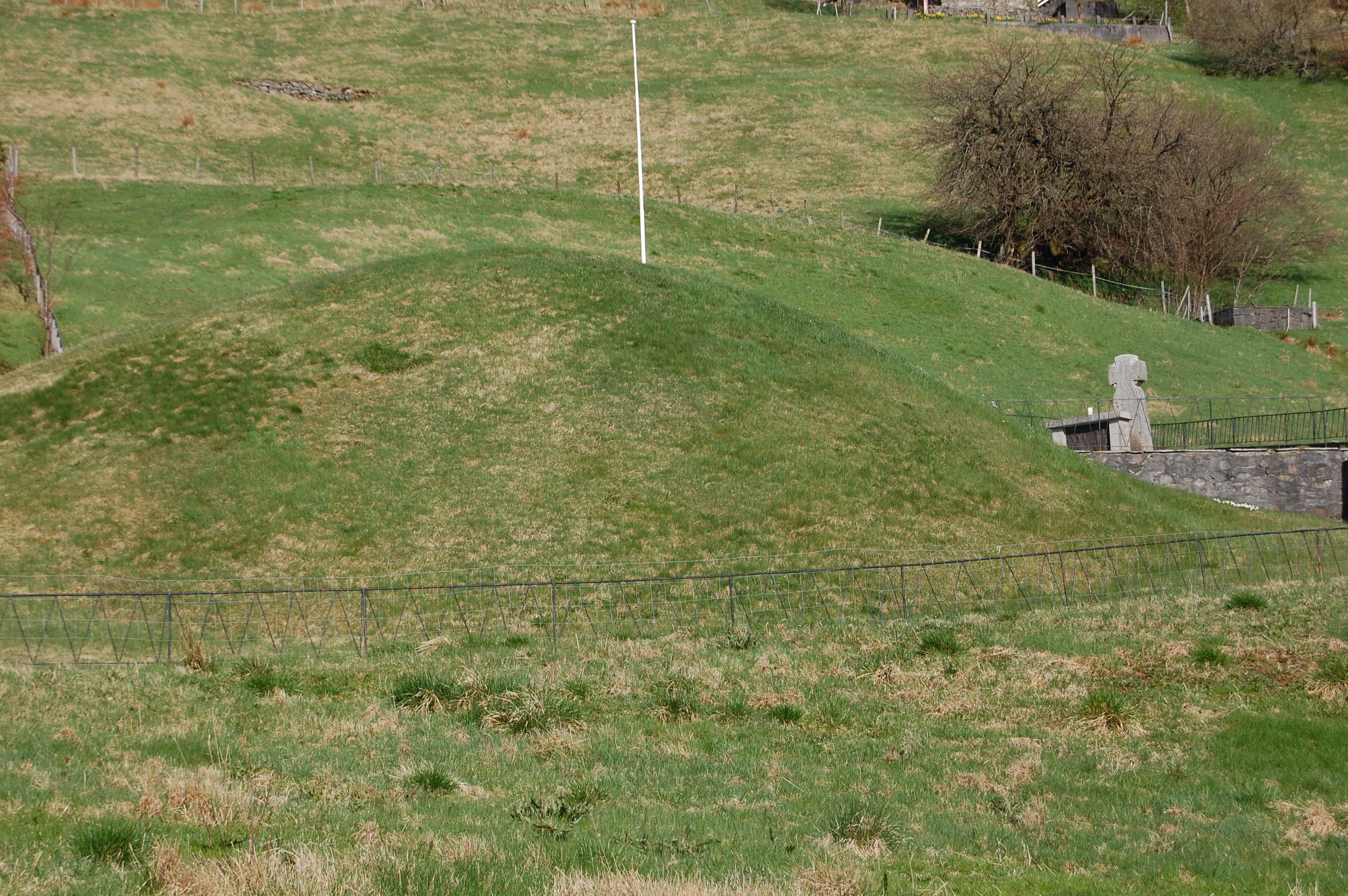
Seim - Hakonshaugen, il tumulo in cui fu seppellito Hákon

## Conseguenze
Terminata la battaglia, re Hákon salì sulla sua nave dove si fece bendare la ferita. La freccia era però penetrata in profondità ed aveva probabilmente reciso un'arteria poiché il re, malgrado il bendaggio, continuò a sanguinare. Con il passare delle ore Hákon divenne sempre più debole e alla fine chiese ai suoi uomini di portarlo via nave ad Alreksstaðir dove si trovava una delle sue residenze. Durante il viaggio le sue condizioni si aggravarono ulteriormente pertanto si decise di attraccare a Konungahella, il luogo in cui era nato il sovrano. Qui comunicò le sue ultime volontà: dal momento che non aveva figli maschi ma solo una femmina (Þóra Hákonsdóttir), il Regno di Norvegia sarebbe passato nelle mani dei figli di Eiríkr con la raccomandazione di trattare onorevolmente coloro che lo avevano servito. Quanto al rito da tenersi per il suo funerale, poiché non avrebbe più avuto occasione di trascorrere gli ultimi anni di vita in un monastero per espiare i suoi peccati, lo lasciò decidere ai suoi amici. Si dice che il re spirò poi sulla stessa lastra di roccia su cui era nato. La salma fu trasportata sino alla residenza di Sæheimr nell'Hordaland e seppellita secondo i riti pagani in un grande tumulo insieme alle sole armi e all'armatura.
La battaglia di Fitjar pose fine alla guerra tra Hákon e i figli di Eiríkr. Harald I di Danimarca fu acclamato re di Norvegia ma lasciò che Harald II di Norvegia ascendesse al trono affinché governasse a suo nome la costa occidentale, mantenendo invece il controllo diretto sul Vík. La Norvegia resterà di fatto sotto il dominio danese sino alla morte di Harald I di Danimarca nel 980 e il regno verrà riunificato solo nel 1020 da Olaf II di Norvegia.